# Heian (Kata)
Der Begriff Heian bezeichnet in vielen Stilrichtungen der Kampfkunst Karate eine Reihe von fünf Kata (also stilisierten Kämpfen gegen imaginäre Gegner). In anderen Stilrichtungen sind diese auch unter dem Namen Pinan bekannt, wobei in der Heian-Reihe im Vergleich zur älteren Pinan-Reihe die ersten beiden Kata aufgrund ihres Anspruches an den Lernenden vertauscht wurden. Itosu Ankō entwickelte sie für ein allgemeines Lehrsystem aus der Kushanku, um damit Karate einer breiteren Masse zugänglich zu machen.
Diese Zeit war eine für japanische Verhältnisse äußerst friedfertige Zeit und Itosu entschärfte die Ursprungskata, indem er die gefährlichen Techniken entfernte oder zu Okuden umwandelte.
- Heian Shodan (Pinan Nidan)
- Heian Nidan (Pinan Shodan)
- Heian Sandan
- Heian Yondan
- Heian Godan

## Name
Der Name der Reihe 平安, also Heian nach japanischer Lesart, stammt ursprünglich aus dem Chinesischen, wo er mit píng'ān transkribiert wird. Daraus entwickelte sich auf Okinawa die Lesart Pinan, die auch heute als Name der Kata-Reihe weitverbreitet ist. Er bedeutet wörtlich Friede aber auch (innere) Ruhe, Gemütsruhe, Seelenfrieden oder friedlicher Geist. Der Name Heian wurde der Stadt Heian-kyō sowie der Heian-Zeit gewidmet.

## Reihenfolge
Die Nummerierung der Heian/Pinan-Reihe kann aufgrund der Unterschiede in den Stilen für Verwirrung sorgen. Die Heian Shodan („erste Heian“) aus z. B. dem Shotokan-Stil entspricht zwar der Pinan Nidan („zweite Pinan“) aus dem Wadō-Ryū, hingegen der Pinan Shodan („erste Pinan“) aus dem Kyokushinkai. Umgekehrt verhält es sich mit der Heian Nidan. Die Nummerierung aus dem Wadō-Ryū ist die ursprünglichere Zählweise. Da die Pinan Nidan aber wesentlich einfacher zu erlernen ist als die Pinan Shodan, wurde sie von Funakoshi Gichin an den Anfang gestellt und erhielt den Namen Heian Shodan. Im Kyokushinkai wird die Kata-Reihe zwar (wieder) Pinan genannt, es wurde aber die neuere Nummerierung beibehalten, somit heißt die Heian Shodan im Kyokushinkai-Stil Pinan Shodan oder auch (gleichbedeutend) Pinan sono Ichi.